# Hoplistomerus erythropus
Hoplistomerus erythropus är en tvåvingeart som först beskrevs av Mario Bezzi 1915.  Hoplistomerus erythropus ingår i släktet Hoplistomerus och familjen rovflugor.
Artens utbredningsområde är Somalia. Inga underarter finns listade i Catalogue of Life.